# Ove Fich
Ove Fich, né le 16 mars 1949 et mort le 20 février 2012, est une personnalité politique et un physicien danois.

## Biographie
Il suit une formation de physicien nucléaire et est élu au Parlement européen. Il meurt à l'âge de 62 ans.